# Michael Jon O'Brien
Michael Jon O'Brien (Skokie, 23 ottobre 1965) è un ex nuotatore statunitense.
Specializzato nello stile libero, ha vinto la medaglia d'oro nei 1500 m sl alle olimpiadi di Los Angeles 1984.

## Palmarès
- Olimpiadi
  - Los Angeles 1984: oro nei 1500 m sl.
- Giochi panamericani
  - 1987 - Indianapolis: oro nei 200 m dorso e nella staffetta 4x200 m sl.